# Abdullah ibn Ali Basfar
Abdullah ibn Ali Basfar (arabisch عبد الله بن علي بصفر, DMG ʿAbd Allāh b. ʿAlī Baṣfar; geb. 1961) ist ein Koranrezitator und eine Persönlichkeit des Islam aus Saudi-Arabien.

## Leben
Abdullah ibn Ali Basfar wurde 1961 geboren. Er war der Generalsekretär der Holy Quran Memorization International Organization (HQMIO oder HQMI; arab. الهيئة العالمية لتحفيظ القرآن الكريم „Weltorganisation für das Auswendiglernen des Korans“) der Islamischen Weltliga. Als Imam einer der Moscheen in Dschidda rezitierte er zuerst den Koran in Tarāwīh-Gebeten, später wurden seine Rezitationen über Radiosender verbreitet und über Satellitenkanäle ausgestrahlt.
Basfar ist associate professor am Department of Sharia and Islamic Studies der König-Abdulaziz-Universität in Dschidda und der frühere Generalsekretär der World Book and Sunnah Organisation.
2011 besuchte er zusammen mit Scheich Hamad Ahmad as-Sinan den Präsidenten der Republik Tatarstan Rustam Minnichanow.
Er war einer der Teilnehmer der hochrangig besetzten Internationalen Theologischen Konferenz „Islamische Lehre gegen Radikalismus“ am 25.–26. Mai 2012 in Moskau im Hotel Ritz-Carlton, ⁣⁣mit Teilnehmern aus Kuwait, Saudi-Arabien, Tunesien und Russland.
2020 wurde er von saudischen Behörden festgenommen.